# 크림주

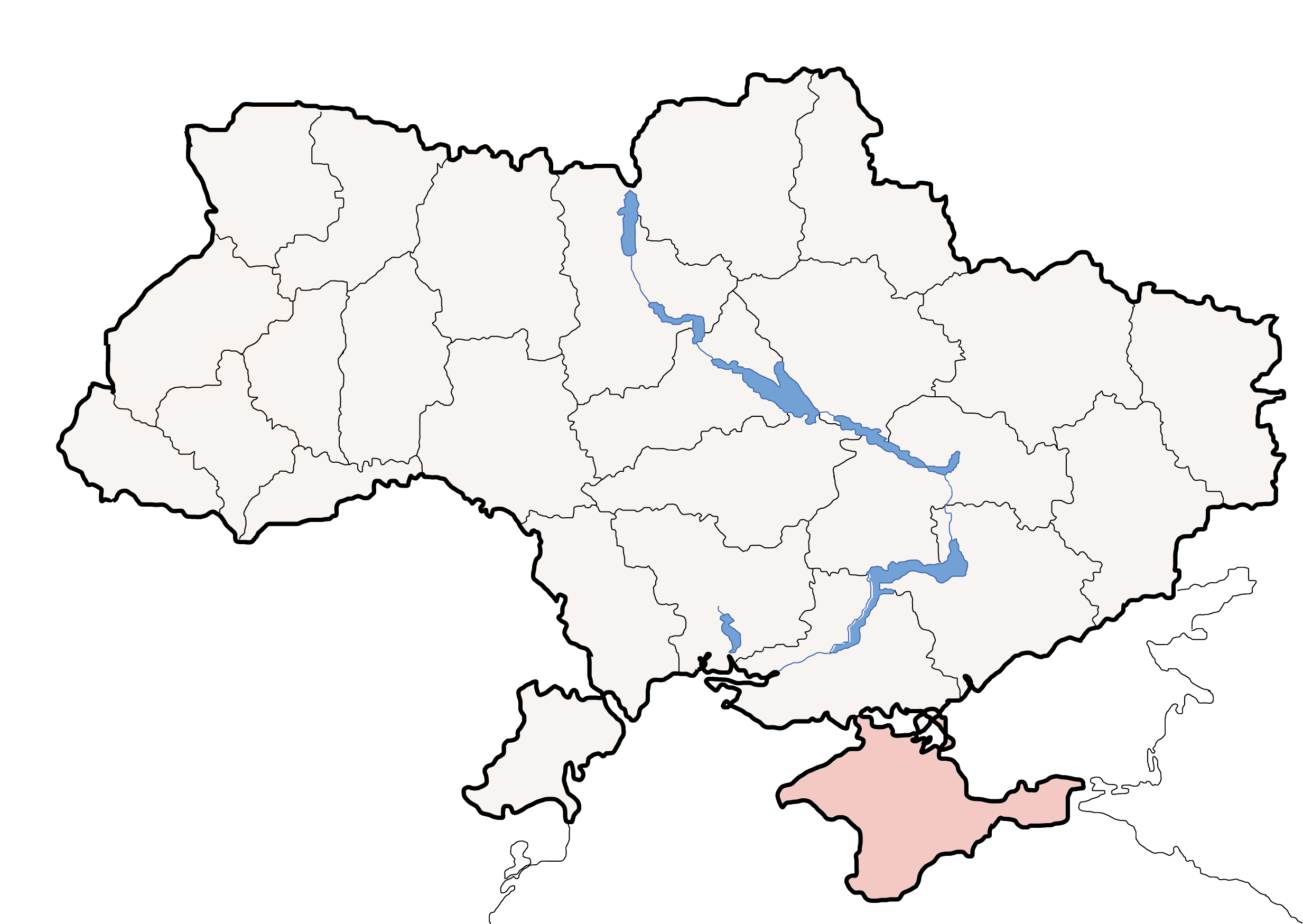
크림주(빨간색)와 우크라이나 소비에트 사회주의 공화국(베이지색)

크림주(우크라이나어: Кримська область 크림스카 오블라스트[*], 러시아어: Крымская область 크름스카야 오블라스트[*])는 소련의 주로 주도는 심페로폴이었으며 면적은 26,100km2였다. 1945년 6월 30일부터 1954년 2월 19일까지는 러시아 소비에트 연방 사회주의 공화국, 1954년 2월 19일부터 1991년 2월 12일까지는 우크라이나 소비에트 사회주의 공화국에 속해 있었다.
1945년 6월 30일에 러시아 소비에트 연방 사회주의 공화국에 있던 자치 공화국인 크림 소비에트 사회주의 자치 공화국이 폐지되면서 신설되었으며 1954년 2월 19일을 기해 우크라이나 소비에트 사회주의 공화국에 이양되었다. 세바스토폴은 소련의 흑해 함대가 주둔하고 있었기 때문에 폐쇄 도시였고 1978년까지 크림주에 속해 있었다. 1991년 1월 20일에 실시된 주민 투표에 따라 자치권을 회복하였으며 1991년 2월 12일에 우크라이나의 자치 공화국인 크림 자치 공화국으로 격상되었다. 